# Costus deistelii
Espèce
Classification phylogénétique
Costus deistelii est une espèce de plante de la famille des Costaceae.